# Bảo tàng Lịch sử Thành phố Zduńska Wola
Bảo tàng Lịch sử Thành phố Zduńska Wola (tiếng Ba Lan: Muzeum Historii Miasta Zduńska Wola) là một bảo tàng tọa lạc tại số 7 Phố Stefana Prawdzic Złotnickiego, Zduńska Wola, Ba Lan. Trụ sở của Bảo tàng là một biệt thự được xây dựng vào thập niên 1930.

## Lược sử hình thành
Bảo tàng Lịch sử Thành phố Zduńska Wola được thành lập vào ngày 1 tháng 4 năm 1980 theo khởi xướng của Hội những người bạn của Zduńska Wola. Cuộc triển lãm đầu tiên được diễn ra tại Bảo tàng vào ngày 30 tháng 5 năm 1980. Trong giai đoạn 1986-1993, Bảo tàng Lịch sử Thành phố Zduńska Wola hoạt động với tư cách là một chi nhánh của Bảo tàng Huyện ở Sieradz, và từ ngày 1 tháng 1 năm 1994, Bảo tàng hoạt động như một tổ chức độc lập. Năm 2015, Bảo tàng ngoài trời về đầu máy xe lửa và thiết bị kỹ thuật trở thành một chi nhánh của Bảo tàng.

## Triển lãm
Bộ sưu tập của Bảo tàng Lịch sử Thành phố Zduńska Wola hiện đang bao gồm các triển lãm liên quan đến lịch sử và sự phát triển của Zduńska Wola như một trung tâm đô thị và công nghiệp. Các bộ sưu tập của Bảo tàng được giới thiệu trong các cuộc triển lãm thường trực, bao gồm:
- Phòng truyền thống dệt
- Phòng thuốc
- Hội trường Truyền thống Công nghiệp
- Phòng triển lãm Đời sống văn hóa xã hội
- Phòng triển lãm Salonik Mieszczański

Ngoài các hoạt động triển lãm, Bảo tàng còn tổ chức các hội thảo, cuộc thi, và các thứ khác. Bảo tàng cũng điều hành một thư viện.

## Giờ mở cửa
Bảo tàng Lịch sử Thành phố Zduńska Wola hoạt động quanh năm, mở cửa tất cả các ngày trong tuần trừ thứ Hai. Khách tham quan phải trả phí vào cửa.